# 寶萊塢之罕
寶萊塢之罕（英語：Khans of Bollywood）一詞指的是寶萊塢（位於孟買的印地語印度電影業）的幾位罕姓演員。最具代表的是沙曼·罕、沙·魯克·罕及阿米爾·罕，他們被外界合稱為三罕（Three Khans）；三罕沒有血緣關係，但碰巧有相同的姓氏且皆出生於1965年。
三罕在印度票房的統治地位被媒體視為約等於好萊塢的漫威電影宇宙。沙·魯克·罕頻頻躋身全球最富有演員前三名，阿米爾·罕是在全球電影收入最高演員（單部作品）排行中少數的東方演員，而沙曼·罕則多次上榜片酬最高的東亞名人。他們贏得了影評界的好評，獎項涵蓋印度國家電影獎和印度電影觀眾獎，還是海外最著名的印度人、世界知名的電影巨星。根據各種消息人士報導，他們每部電影的片酬高達5億盧比（853萬美元）。自1980年代末以來，三罕便事業有成，自90年代以來更在印度票房上佔據主導地位，跨越了三十年。
三罕主演的電影佔據在寶萊塢及印度電影史上前幾名、以及1989年至2017年間幾乎所有年度票房最高的寶萊塢電影（1992年至1993年除外）。他們創立了10億盧比俱樂部：首部國內票房達到10億盧比的電影是沙曼·罕的《君心復何似》（1994年），而阿米爾·罕的《未知死亡》（2008年）是首部淨收益達10億盧比的電影。阿米爾·罕的《我和我的冠軍女兒》（2016年）因在中國市場的海外成功，創建了寶萊塢100億盧比俱樂部，甚至是200億盧比俱樂部，成為史上（全球和海外）票房最高的印度電影，更登上印度電影史上票房最高的電影、中國市場最賣座的印度電影；阿米爾·罕從本片中獲得的收入估計30億盧比，為非好萊塢演員的最高片酬。201年，沙·魯克·罕成為最富有的非好萊塢演員，也是全球收入最高的演員，淨資產估計為2.9億美元。在2016年《富比士》全球十大演員排行榜上，當年總收入為3350萬美元的沙曼·罕排名第六。在2017年和2018年的《富比士》全球收入最高的十大演員排行榜上，沙曼·罕連續兩年排名第九，2017年及2018年的收入分別為3700萬美元、3850萬美元，成為首位富有的非好萊塢演員，以及世界上最富有的演員，淨資產估計達200億盧比（約2.47億美元）。
除了三罕之外，寶萊塢還有其他「罕」。在他們之前最著名的「罕」是迪利普·庫馬，真名是穆罕默德·尤素福·罕（Muhammad Yusuf Khan），故被稱為寶萊塢的「第一罕」（First Khan）。庫馬是1950年代及60年代印度最著名的明星，不但是日場偶像，也是該國當時片酬最高的演員。他主演的《我王莫臥兒》（1960年）是首部經調整後票房超過200億盧比的印度電影。在媒體間也有所謂的「第四罕」（Fourth Khan），意指賽伊夫·阿里·罕。

## 三罕

### 沙曼·罕

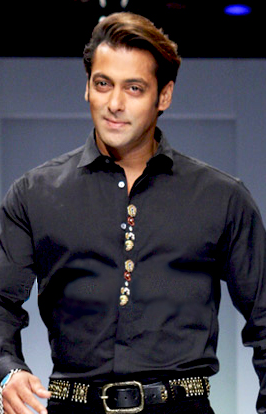
沙曼·罕於2009年。他是國內最成功的印度演員

阿卜杜勒·拉希德·薩利姆·沙曼·罕（英語：Abdul Rashid Salim Salman Khan，生於1965年12月27日）或稱藝名沙曼·罕（英語：Salman Khan），印度頂級演員之一，具有龐大的人氣及號召力，其財富在全世界演員中名列前茅，淨資產估計達200億盧比（約2.47億美元）。他被媒體稱為「寶萊塢之虎」（The Tiger of Bollywood），粉絲暱稱如或（意為兄弟），以及「沙魯」（Sallu）。2010年主演的每部電影票房都超過10億盧比。
罕在電影《妈妈好过份》（1988年）中扮演配角開始了演藝生涯，之後在《真心爱着》（1989年）中擔任主角而取得事業突破。1990年代在寶萊塢站穩了腳步，並在多部票房收入最高的作品中扮演角色，其中包括《君心復何似》（1994年）、《可然和阿俊》（1995年）、《爱情保卫战》（1999年）及《我們在一起》（1999年）。罕憑藉《愛情的證明》（1998年）贏得印度電影觀眾獎最佳男配角。罕的事業經歷2000年代的短暫衰退後，在2010年代回春，因主演了多部成功的動作片而使巨星地位更上一層樓，包括《寶萊塢之爆裂警官》（2010年）、《寶萊塢之終極保鑣》（2011年）、《猛虎英雄傳》（2012年）、《痛擊》（2014年）和《猛虎已覺醒》（2017年），期間不乏成功的劇情片：《寶萊塢之鋼鐵奶爸》（2015年）及《沙曼·罕之重返冠軍路》（2016年）。到了2012年，他主演的十部電影累計總收入超過10億盧比；主演的寶萊塢電影連續九年票房登頂，創下了寶萊塢的紀錄，這項紀錄至今未被打破。
2011年，他創立了自己的製片公司——沙曼·罕電影，其旗下製作的首部電影《茜拉派对》（2011年）贏得了三座印度國家電影獎。憑藉罕對電影的貢獻，被印度政府授予2008年拉吉夫·甘地娛樂傑出成就獎。他在美國《富比士》雜誌評選的「百大名人：全球收入最高藝人」中排名第71位，為榜單上唯一收入達3350萬美元的印度人。

### 沙·魯克·罕
·罕（生於1965年11月2日）或俗稱SRK，有時被媒體稱為「寶萊塢之王」（Baadshah of Bollywood）與「罕天王」（King Khan）。他曾出演多部成功的浪漫愛情片，也是多座印度電影觀眾獎的得主，被《洛杉磯時報》形容為「世界級電影巨星」；罕相當受歡迎，在亞洲和全世界的印度僑民中擁有大量粉絲，影響力甚至遍及歐洲。罕是世界上最富有的演員前幾名，估計淨資產達2.9億美元。此外，他也是三罕中唯一非電影背景家族出身。

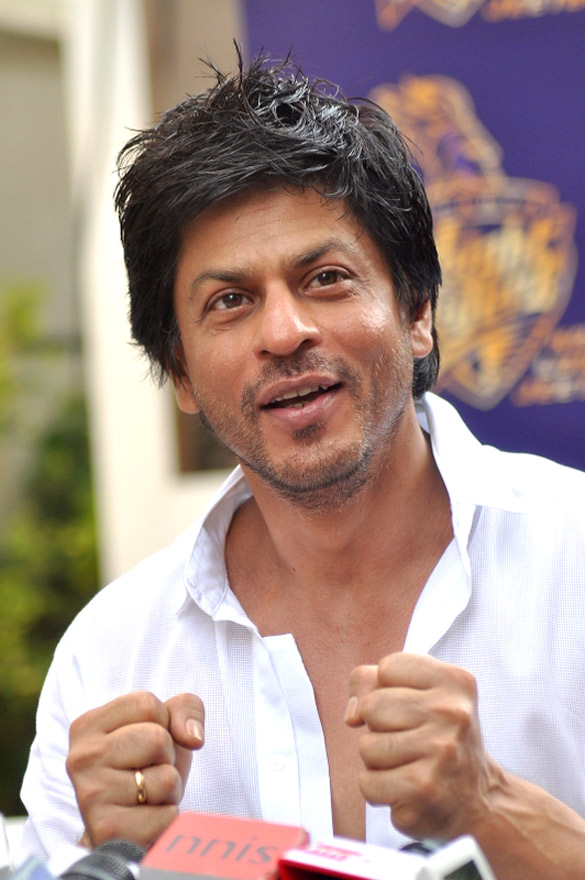
沙·魯克·罕於2012年。他是全球電影巨星兼最富有演員前幾名

罕於1980年代末出演的多部電視劇，從而展開演藝事業；1992年出演了首部電影《瘋狂》。罕早期多半演反派角色，包括《愛情騙局》（1993年）、《愛的恐懼》（1993年）和《孽愛》（1994年）。隨後主演了一系列浪漫電影：《緣來緣去》（1994年）、《漂洋過海愛上你》（1995年）、《我心狂野》（1997年）、《愛情的證明》（1998年）與《有時歡笑有時淚》（2001年），從而聲名鵲起。他也憑藉其他類型的電影而取得影評界讚譽，如《寶萊塢生死戀》（2002年）、《我們的愛沒有明天》（2003年）、《故土》（2004年）、《迷蹤再現》（2006年）、《寶萊塢奪命煞星Ⅱ》（2011年）和《黑市大亨》（2017年）。2018年的《從零開始》失利後，罕沉寂數年未推出主演作，直到2023年的《寶萊塢之絕地特工》和《亂世勇者》幫助他重回票房巨星寶座，這兩部片打破了多項票房紀錄，並躋身印度有史以來票房最高的電影之列；罕因此成為首位主演兩部電影票房超過100億盧比的印度演員。
罕持有製片公司紅辣椒娛樂，製作了自己的多部主演作。他的許多電影都呈現了印度民族認同和與僑民社區的聯繫，或性別、種族、社會和宗教差異及不滿等主題。憑藉罕對電影界的貢獻，印度政府授予他莲花士勋章，並獲頒法國政府藝術與文學勳章及法國榮譽軍團勳章。2023年，《時代》雜誌將他評入全球百大人物。

### 阿米爾·罕

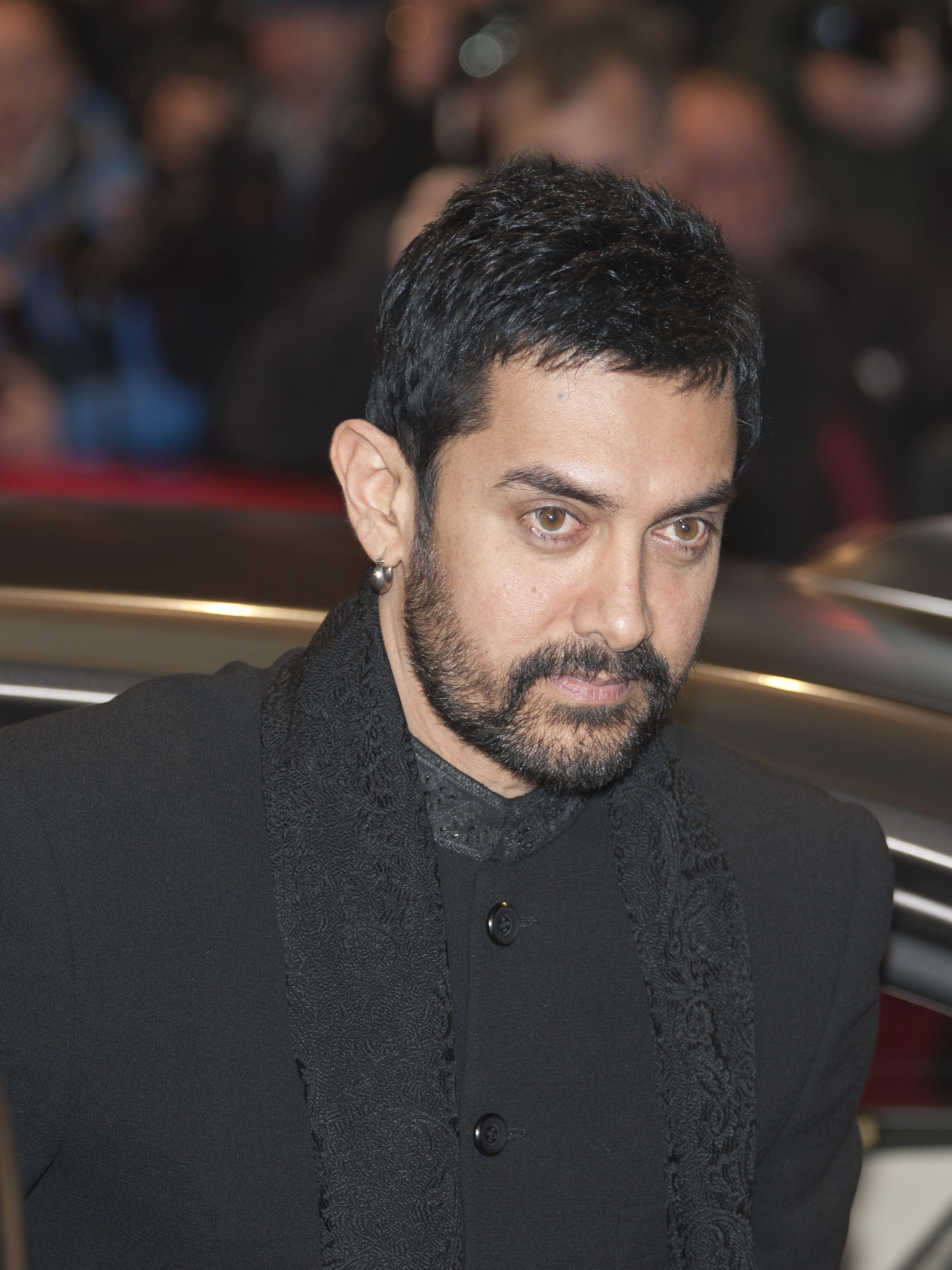
阿米爾·罕於2011年。他是自2000年代末以來在國際上最成功的印度演員

穆罕默德·阿米爾·侯賽因·罕（英語：Shah Rukh Khan，生於1965年3月14日）或稱藝名阿米爾·罕（英語：Aamir Khan），是印度地位崇高的超級巨星，商業表現相當成功的演員之一。他以電影產量較少但非常注重細節（包括內容和品質）而聞名，因對工作的奉獻精神而常被媒體稱為「完美主義者先生」（Mr. Perfectionist）。罕在寶萊塢的成功使自己成為印度電影界極受歡迎且具影響力的演員之一。除了印度外，他在海外也很受歡迎，特別是在第二大電影市場中國。據《富比士》的羅布凱恩（Rob Cain）的說法，阿米爾·罕在世界上兩個人口最多的國家印度和中國非常受歡迎，足以稱為「世上最著名的電影明星」。
罕首次登上大銀幕是在叔叔納西爾·侯賽因的電影《記憶的遊行》（1973年），以兒童演員的身份出現。成年後的首個角色來自《胡里節》（1984年），並在非常成功的悲劇愛情片《冷暖人間》（1988年）中擔任主角。憑藉《冷暖人間》和《灰飛煙滅》（1989年），他獲得了印度國家電影獎—特別表揚。他在1990年代出演了幾部成功的商業電影，奠定了自己作為印地語電影主角的地位，其中包括浪漫愛情片《讲心不讲金》（1990年）和《忘情戀》（1996年），以及劇情片《義無反顧》（1999年）。
2001年，罕的阿米爾·罕製片公司所製作的《榮耀之役》獲奧斯卡最佳外語片獎提名，更為自己贏得了印度國家電影獎最佳流行電影及兩座印度電影觀眾獎（最佳男主角與最佳電影）。闊別大銀幕四年後，罕回歸主演電影，最知名的是2006年票房大片《芭萨提的颜色》及《愛在灰飛煙滅時》。隔年，他執導的處女作《心中的小星星》反響極佳。罕最佳的商業成功來自《寶萊塢記憶拼圖》（2008年）、《三個傻瓜》（2009年）、《幻影殺陣》（2013年）、《來自星星的傻瓜PK》（2014年）和《我和我的冠軍女兒》（2016年）。他於2003年和2010年分別被印度政府授予蓮花士勳章和莲花装勋章。

## 其他的罕氏

### 迪利普·庫馬（穆罕默德·尤素福·罕）

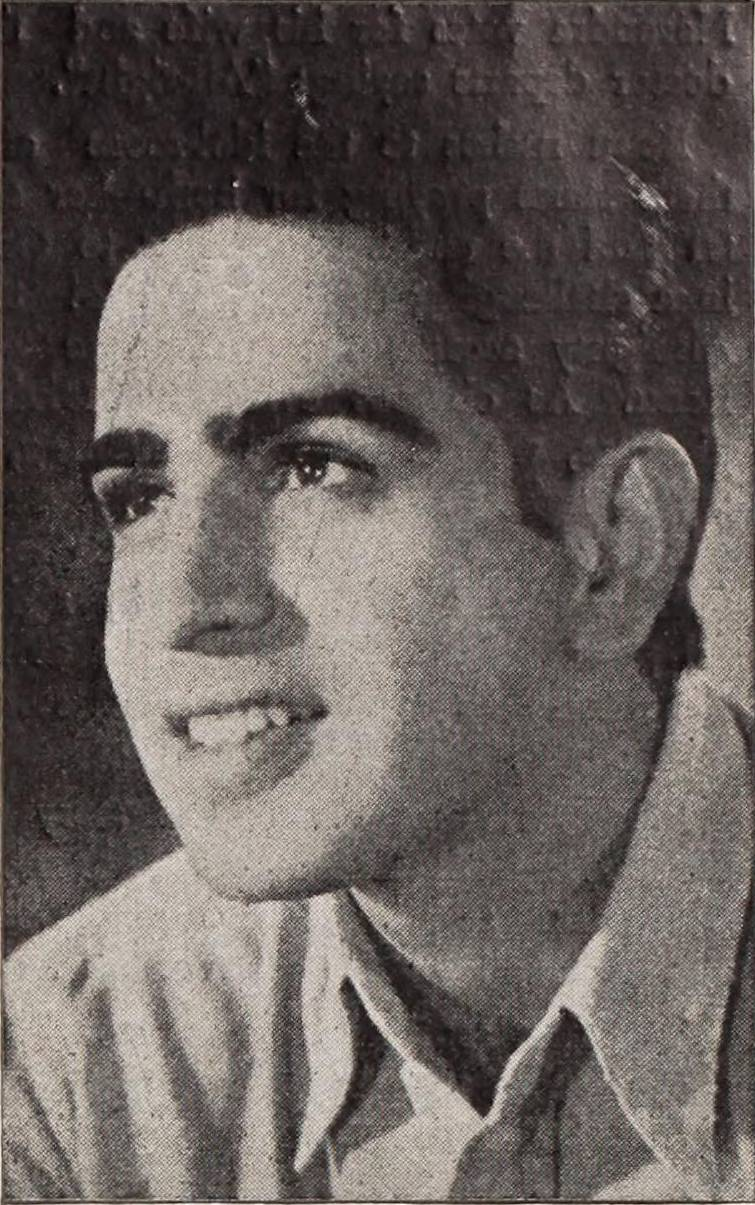
迪利普·庫馬於1944年

迪利普·庫馬（英語：Dilip Kumar，生於1922年12月11日；2021年7月7日逝世），本名穆罕默德·尤素福·罕（英語：Muhammad Yusuf Khan），被後世稱為寶萊塢的「第一罕」（First Khan）。他於1940年代首次亮相，並成為50年代及60年代最偉大的印度電影明星。他被譽作為印度次大陸的電影表演帶來現實主義，並被列入史上最偉大和最有影響力的演員。庫馬被萨蒂亚吉特·雷伊形容為「終極方法演員」（天生的演員）。庫馬是方法演技的先驅，早於馬龍·白蘭度等好萊塢方法演員；從阿米塔布·巴強、納薩魯丁·沙、沙·魯克·罕到纳瓦祖丁·席迪圭，激勵了後代的印度演員。1950年代，庫馬成為第一位每部電影片酬10萬盧比（相當於2023年1100萬盧比或13萬美元）的演員。
庫馬的著名電影如《安達斯》（1949年）、《滿宮春色》（1952年）、《戴維達絲》（1955年）、《自由》（1955年）、《我王莫臥兒》（1960年）、《手足之情》（1961年）和《拉姆與夏姆》（1967年）。他商業上最成功的莫過於《我王莫臥兒》，直到被1975年的《怒焰驕陽》超越以前，該片在15年來一直是印度電影史上票房最高的電影。若考慮通貨膨脹因素，《我王莫臥兒》是六十多年來印度票房最高的電影，在2020年的票房超過200億盧比。

### 賽伊夫·阿里·罕

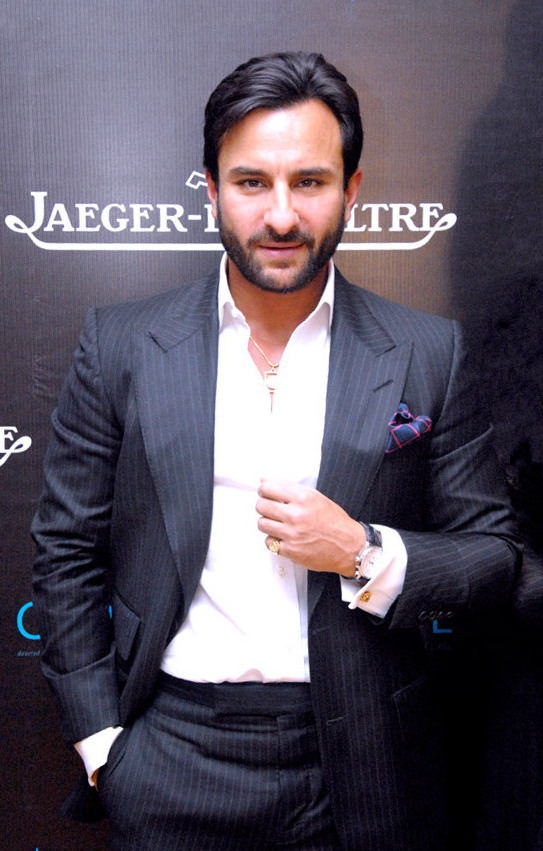
賽伊夫·阿里·罕於2012年

薩吉德·阿里·罕·帕陶迪（英語：Sajid Ali Khan Pataudi，生於1970年8月16日）或稱藝名賽伊夫·阿里·罕（英語：Saif Ali Khan），被部分媒體稱為「第四罕」（Fourth Khan）。他是印度國家板球隊前隊長曼蘇爾·阿里·罕·帕陶迪及電影演員莎米拉·泰戈尔之子；罕憑藉在電影的成就而贏得諸多獎項，涵蓋印度國家電影獎和印度電影觀眾獎。
2004年浪漫喜劇片《我和你》是他首度擔綱單一主角的電影，為此贏得印度國家電影獎最佳男主角，之後主演的《帕瑞妮塔》（2005年）、《日月相祝》（2005年）奠定了他在寶萊塢的影星地位。其他獲得廣泛好評的電影如《訪客賽勒斯》（2005年）、《奥姆卡拉》（2006年）和《親密有罪》（2009年）。罕商業最成功的電影為《駭速霹靂火》（2008年）與其續集《生死競賽2》（2013年），以及《愛上阿吉·卡勒》（2009年）和《寶萊塢之戀夏雞尾酒》（2012年）。2010年獲頒印度政府的莲花士勋章。

### 伊凡·卡漢

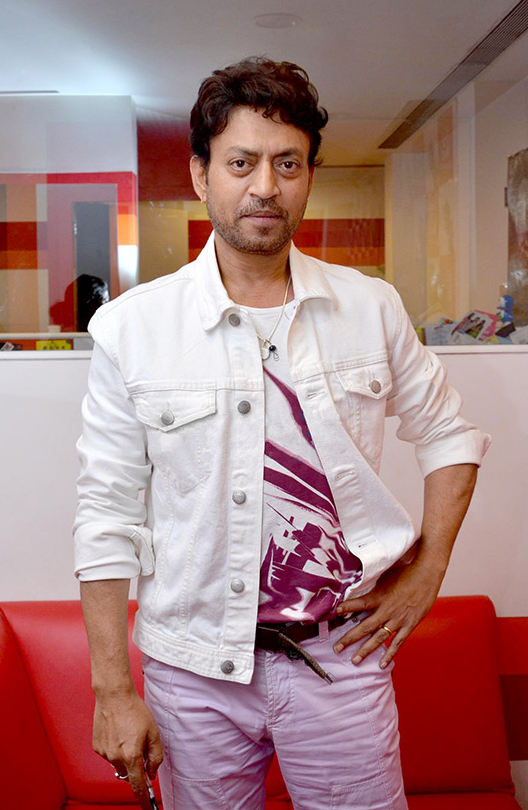
伊凡·卡漢於2015年

薩哈布扎德·伊凡·阿里·卡漢（生於1967年1月7日；2020年4月29日逝世）或稱藝名伊凡·卡漢（英語：Irrfan Khan），在國際上享有聲譽的印度影星，除了印度電影外，也時常參與英國和美國電影。有時也被媒體與賽伊夫·阿里·罕一起被稱為「第四罕」。2015年9月，他被任命為拉賈斯坦邦政府發起的「復興拉賈斯坦邦」（Resurgent Rajasthan）活動的品牌大使。
卡漢憑藉2012年電影《鐵血硬漢》獲得第60屆印度國家電影獎最佳男主角。他票房最高的印地語電影主演作為《美味情書》（2013年）及《起跑线》（2017年）。國際電影作品包括美國電影《無畏之心》（2007年）、《紐約我愛你》（2008年）、《蜘蛛人：驚奇再起》（2012年）和《侏罗纪世界》（2015年），以及美國、英國和台灣合拍的《少年Pi的奇幻漂流》（2012年）。截至2017年，卡漢的電影全球票房收入已超過36億美元，其中大多來自國際電影作品。卡漢已贏得的諸多獎項，除了印度國家電影獎外，還包括亞洲電影大獎、印度電影觀眾獎、國際印度電影大獎、獨立精神獎等。2020年4月29日，他因癌症在孟買去世。

### 其他演員

#### 男演員
- 阿德南·罕（英语：Adnan Khan）
- 艾賈德·罕（英语：Amjad Khan (actor)）
- 阿巴茲·罕，沙曼·罕之弟
- 阿尤布·罕（英语：Ayub Khan (actor)），納西爾·罕（英语：Nasir Khan (actor)）之子，迪利普·庫馬的侄子
- 費薩爾·罕（英语：Faisal Khan），阿米爾·罕之弟
- 法拉茲·罕（英语：Faraaz Khan），尤素福·罕（英语：Yusuf Khan (actor)）之子
- 法丁·罕（英语：Fardeen Khan），費羅茲·罕（英语：Feroz Khan (actor)）之子
- 伊曼瑞·罕，阿米爾·罕的侄子
- 賈揚特（英语：Jayant (actor)）（扎卡里亞·罕），艾賈德·罕之父
- 卡德爾·罕（英语：Kader Khan）
- 卡馬爾·R·罕（英语：Kamaal R. Khan）
- 馬扎爾·罕（英语：Mazhar Khan (actor, born 1955)）
- 梅赫布·罕
- 納西爾·罕（英语：Nasir Khan (actor)），迪利普·庫馬之弟
- 納齊爾·艾哈邁德·罕（英语：Nazir Ahmed Khan）
- 拉扎克·罕（英语：Razak Khan）
- 里亞茲·罕（英语：Riyaz Khan）
- 薩希爾·罕（英语：Sahil Khan）
- 沙吉·罕（英语：Sajid Khan），梅赫布·罕的養子
- 山傑·罕（英语：Sanjay Khan），扎耶德·罕（英语：Zayed Khan）之父
- 沙達布·罕（英语：Shadaab Khan），艾賈德·罕之子
- 沙巴茲·罕（英语：Shahbaz Khan (actor)）
- 索哈爾·罕（英语：Sohail Khan），沙曼·罕之弟
- 塔里克·罕（英语：Tariq Khan (actor)），阿米爾·罕的堂兄
- 尤素福·罕（英语：Yusuf Khan (actor)），法拉茲·罕之父
- 扎因·罕·杜拉尼（英语：Zain Khan Durrani）
- 扎耶德·罕（英语：Zayed Khan），山傑·罕之子
- 祖伯·K·罕（英语：Zuber K. Khan）

#### 女演員
- 莎米拉·泰戈尔（艾伊莎·蘇丹娜·罕），賽伊夫·阿里·罕之母
- 花拉·罕
- 嘉瓦爾·罕（英语：Gauahar Khan）
- 海倫·理查森·罕，薩利姆·罕（英语：Salim Khan）之妻，沙曼·罕的繼母
- 希娜·罕（英语：Hina Khan）
- 吉雅·罕
- 卡琳娜·卡浦爾·罕，賽伊夫·阿里·罕之妻
- 克魯提卡·德賽·罕（英语：Krutika Desai Khan）
- 索哈·阿里·罕，賽伊夫·阿里·罕之妹，莎米拉·泰戈尔之女
- 莎娜·罕（英语：Sana Khan）
- 莎拉·阿里·罕，賽伊夫·阿里·罕之女
- 蘇哈娜·罕，沙·魯克·罕和葛莉·罕之女
- 薩琳·罕

### 其他
- 阿爾維拉·罕·阿格尼霍特里（英语：Alvira Khan Agnihotri），製片人兼時裝設計師，沙曼·罕之妹
- 葛莉·罕，製片人、室內設計師兼服裝設計師，沙·魯克·罕之妻
- 卡比爾·罕（英语：Kabir Khan (director)），導演、編劇兼攝影指導
- 曼蘇爾·罕（英语：Mansoor Khan），導演、編劇兼製片人，阿米爾·罕的堂兄
- 納西爾·海珊（英语：Nasir Hussain）（穆罕默德·納西爾·海珊·罕），導演、編劇兼製片人，阿米爾·罕的叔叔
- 妮哈特·罕（英语：Nikhat Khan），製片人，阿米爾·罕的姊姊
- 帕瓦提·罕（英语：Parvati Khan），曾在寶萊塢工作的千里達歌手兼模特兒
- 薩利姆·罕（英语：Salim Khan），編劇，沙曼·罕之父
- 沙吉·罕（英语：Sajid Khan (director)），導演，花拉·罕之弟
- 塔希爾·海珊（英语：Tahir Hussain），導演兼製片人，阿米爾·罕之父

## 另見
- 汗 (姓氏)
- 全球最高印度電影票房收入列表

## 備註
1. ↑  據《富比士》的數據，成龍（憑藉《火拼時速3》）[3]和阿米爾·罕（憑藉《我和我的冠軍女兒》）[4]是單部作品收入最高的兩名東方演員。
2. ↑  他喜好將自己名字寫為，媒體也普遍使用此寫法。
3. ↑  「卡漢」即「罕」；他的姓氏在中文圈被普遍翻譯成「卡漢」，原文與其他「罕」氏相同。